# Nauen
Nauen è una città di 19 563 abitanti del Brandeburgo, in Germania.
Appartiene al circondario della Havelland e costituisce un centro di livello intermedio della regione metropolitana Berlino/Brandeburgo.

## Geografia fisica
Nauen sorge a circa 30 km dal centro di Berlino, e poco meno di 20 dal distretto berlinese di Spandau.
Il territorio comunale di Nauen, di 266,78 km², occupa il 23º posto per superficie fra i 12 239 comuni tedeschi.

## Storia
Fino al 1993 Nauen fu capoluogo del circondario omonimo, poi confluito assieme al circondario di Rathenow nell'attuale circondario della Havelland.
Nel 2003 vennero aggregati alla città di Nauen i comuni di Berge, Bergerdamm, Börnicke, Groß Behnitz, Kienberg, Klein Behnitz, Lietzow, Markee, Ribbeck, Tietzow e Wachow.
A Nauen ha sede dal 1906 un importante centro trasmittente radiofonico in onde corte (detto Grossfunkstelle Nauen o Sender Nauen), gestito dal 2008 dalla compagnia privata Media Broadcast, al quale si appoggiano diverse emittenti di vari Paesi per l'irradiamento a lunga distanza dei propri programmi.

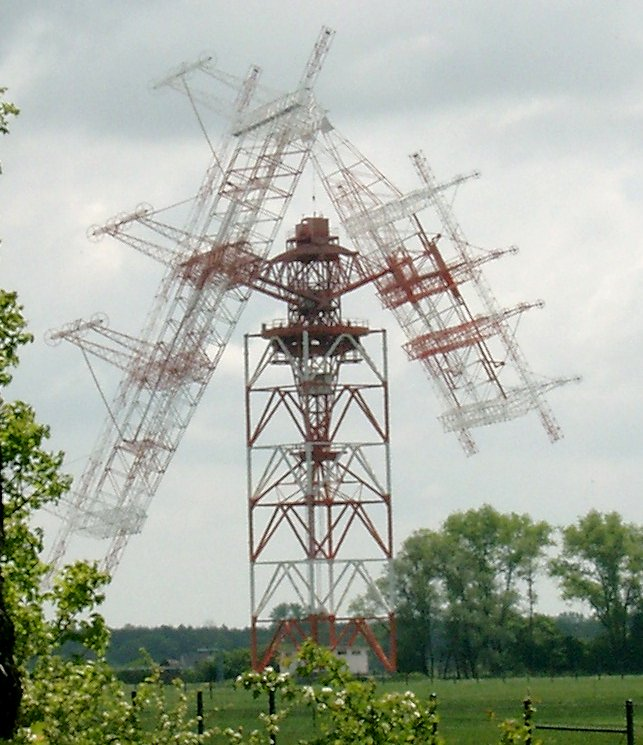
Una delle antenne trasmittenti a onde corte a lunga distanza della stazione di Nauen (2004)

## Società

### Evoluzione demografica
- Sviluppo della popolazione dal 1875 entro gli attuali confini (linea blu: popolazione; linea puntata: confronto dello sviluppo della popolazione dello stato del Brandenburgo; sfondo grigio: ai tempi del governo nazista; sfondo rosso: al tempo del governo comunista)
- Sviluppo recente della popolazione (linea blu) e previsioni

## Geografia antropica

### Suddivisioni amministrative
Appartengono alla città di Nauen le frazioni (Ortsteil) di Berge, Bergerdamm, Börnicke, Groß Behnitz, Kienberg, Klein Behnitz, Lietzow, Markee, Neukammer, Ribbeck, Schwanebeck, Tietzow, Wachow e Waldsiedlung.

## Amministrazione

### Gemellaggi
- Distretto di Spandau, dal 1988
- Kreuztal, dal 1991
- Skoczów
- Ferndorf